# Trochocyathus
Genre
Trochocyathus est un genre de coraux durs de la famille des Caryophylliidae.

## Liste d'espèces
Le genre Trochocyathus comprend les espèces suivantes :
| Selon World Register of Marine Species (29 juin 2015) : - sous-genre Trochocyathus (Aplocyathus) Orbigny, 1849 - Trochocyathus brevispina Cairns & Zibrowius, 1997 - Trochocyathus hastatus Bourne, 1903 - Trochocyathus longispina Cairns & Zibrowius, 1997 - sous-genre Trochocyathus (Trochocyathus) Milne Edwards & Haime, 1848 - Trochocyathus aithoseptatus Cairns, 1984 - Trochocyathus apertus Cairns & Zibrowius, 1997 - Trochocyathus burchae Cairns, 1984 - Trochocyathus caryophylloides Alcock, 1902 - Trochocyathus cepulla Cairns, 1995 - Trochocyathus cooperi Gardiner, 1905 - Trochocyathus decamera Cairns, 1994 - Trochocyathus discus Cairns & Zibrowius, 1997 - Trochocyathus efateensis Cairns, 1999 - Trochocyathus fasciatus Cairns, 1979 - Trochocyathus fossulus Cairns, 1979 - Trochocyathus gardineri Vaughan, 1907 - Trochocyathus gordoni Cairns, 1995 - Trochocyathus japonicus Eguchi, 1968 - Trochocyathus laboreli Cairns, 2000 - Trochocyathus maculatus Cairns, 1995 - Trochocyathus mauiensis Vaughan, 1907 - Trochocyathus mediterraneus Zibrowius, 1980 † - Trochocyathus oahensis Vaughan, 1907 - Trochocyathus patelliformis Cairns, 1999 - Trochocyathus philippinensis Semper, 1872 - Trochocyathus porphyreus Alcock, 1893 - Trochocyathus rawsonii Pourtalès, 1874 - Trochocyathus rhombocolumna Alcock, 1902 - Trochocyathus semperi Cairns & Zibrowius, 1997 - Trochocyathus spinosocostatus Zibrowius, 1980 - Trochocyathus vasiformis Bourne, 1903 - Trochocyathus wellsi Cairns, 2004 - Trochocyathus abnormalis Duncan, 1864 † - Trochocyathus armata Michelotti, 1838 † - Trochocyathus mitratus Goldfuss, 1827) † | Selon ITIS (29 juin 2015) : - Trochocyathus aithoseptatus Cairns, 1984 - Trochocyathus apertus Cairns & Zibrowius, 1997 - Trochocyathus brevispina Cairns & Zibrowius, 1997 - Trochocyathus burchae Cairns, 1984 - Trochocyathus caryophylloides Alcock, 1902 - Trochocyathus cepulla Cairns, 1995 - Trochocyathus cooperi Gardiner, 1905 - Trochocyathus decamera Cairns, 1994 - Trochocyathus discus Cairns & Zibrowius, 1997 - Trochocyathus efateensis Cairns, 1999 - Trochocyathus fasciatus Cairns, 1979 - Trochocyathus fossulus Cairns, 1979 - Trochocyathus gardineri Vaughan, 1907 - Trochocyathus gordoni Cairns, 1995 - Trochocyathus hastatus Bourne, 1903 - Trochocyathus japonicus Eguchi, 1968 - Trochocyathus longispina Cairns & Zibrowius, 1997 - Trochocyathus maculatus Cairns, 1995 - Trochocyathus mauiensis Vaughan, 1907 - Trochocyathus mediterraneus Zibrowius, 1980 - Trochocyathus meridionalis Duncan, 1870 - Trochocyathus oahensis Vaughan, 1907 - Trochocyathus patelliformis Cairns, 1999 - Trochocyathus petterdi Dennant, 1906 - Trochocyathus philippinensis Semper, 1872 - Trochocyathus porphyreus Alcock, 1893 - Trochocyathus rawsonii De Pourtalès, 1874 - Trochocyathus rhombocolumna Alcock, 1902 - Trochocyathus rictoriae Duncan, 1870 - Trochocyathus semperi Cairns & Zibrowius, 1997 - Trochocyathus spinosocostatus Zibrowius, 1980 - Trochocyathus vasiformis Bourne, 1903 - Trochocyathus virgatus Alcock, 1902 |